# Molpadia africana
Molpadia africana is een zeekomkommer uit de familie Molpadiidae.
De wetenschappelijke naam van de soort werd in 1935 gepubliceerd door Hubert Ludwig.